# Gordon Brotherston
Gordon Brotherston est un historien de la littérature et un universitaire américain, professeur à l'université Stanford , spécialiste de la littérature et de l'histoire de l'Amérique latine et de l'Amérique précolombienne.